# Sulzbach (Taunus)
Sulzbach (Taunus) este o comună din landul Hessa, Germania.
1. ↑  Alle politisch selbständigen Gemeinden mit ausgewählten Merkmalen am 31.12.2018 (4. Quartal) (în germană), Statistisches Bundesamt[*], arhivat din original la 10 martie 2019, accesat în 10 martie 2019
2. ↑  Historisches Ortslexikon : Registersuche : LAGIS Hessen (în engleză), accesat în 20 mai 2024